# 수염 (해부학)

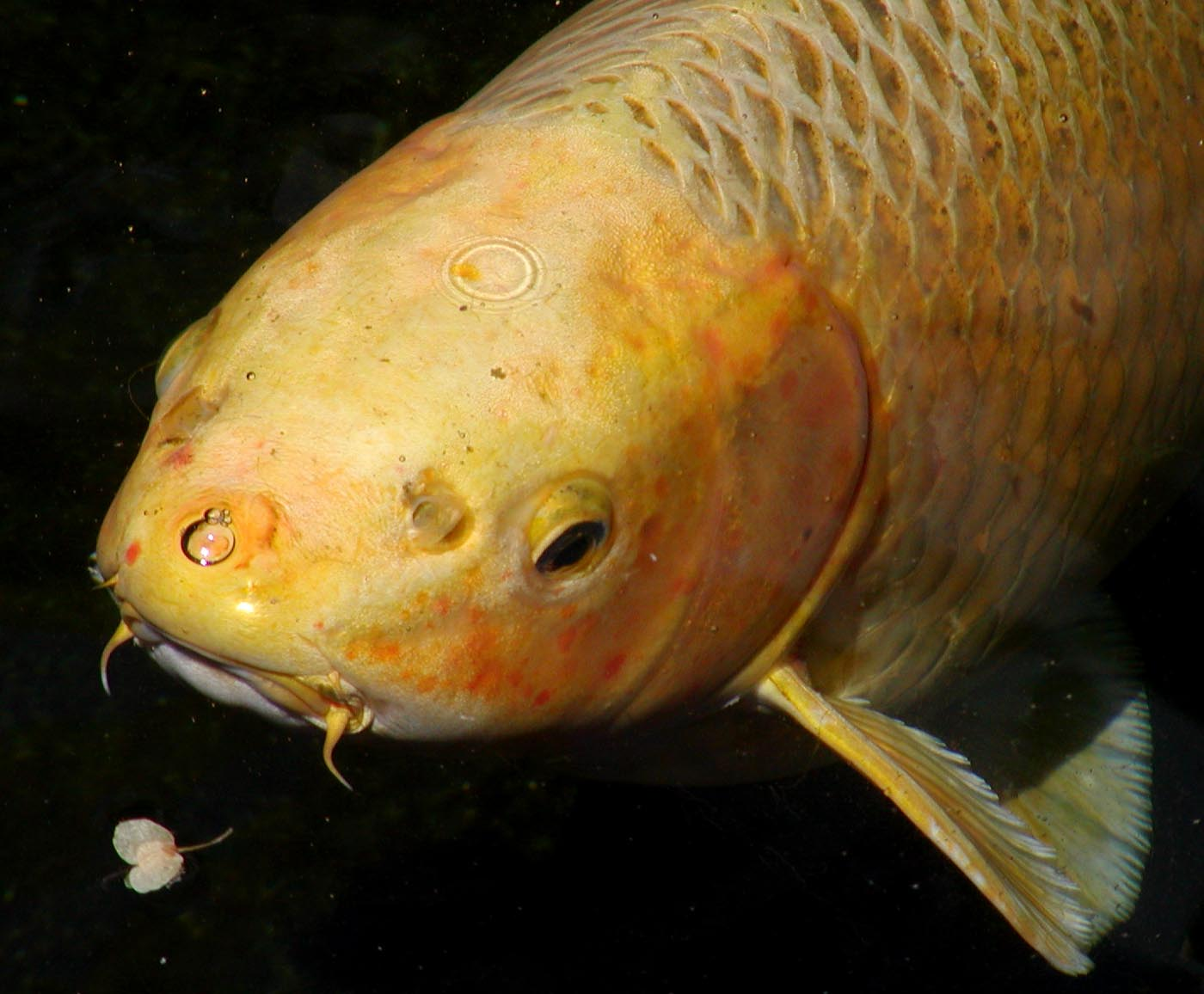
잉어에는 두 쌍의 수염이 있으며, 바깥쪽 수염은 아주 작다.

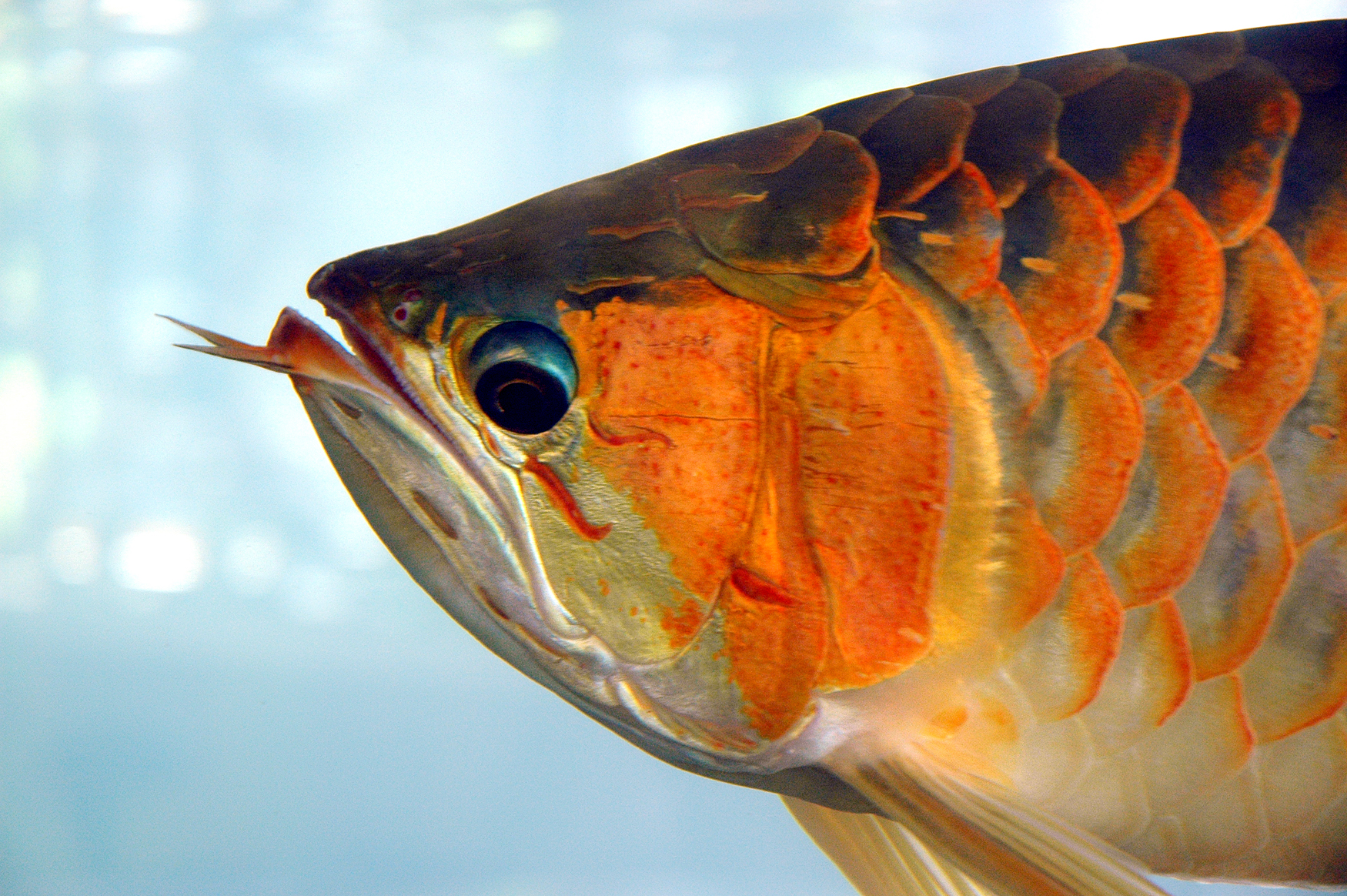
아시아아로와나에는 크고 튀어 나온 수염이 있다.

수염은 어류나 거북이의 입 주위에 위치한 가늘고 긴 감각기관이다. 고양이, 여우 등 포유류의 동모와 닮았다. 저서 생활을 하는 어류들은 대부분 수염을 가지고 있다. 수염이 있는 물고기로는 메기, 잉어, 촉수과, 먹장어, 철갑상어, 제브라 다니오, 블랙드래곤피시 및 톱상어와 같은 상어가 있다. 수염은 그러한 물고기들의 미뢰 역할을 하며 어두운 물에서 먹이를 찾는 데 사용되기도 한다. 
영어로는 바벨이라고 하는데 "barbel"이라는 단어는 "작은 수염"을 뜻하는 중세 라틴어 barbula에서 유래되었다.
수염은 어류 종마다 머리 부분의 다양한 위치에 나 있다. 따라서 수염이라고 하면 어느 특정 위치의 수염을 가르키지 않는다. 어떤 어류는 콧구멍에 달려 비강까지 이어져 있는 경우가 있고, 또 어떤 어류는 아래턱에 수염이 나 있거나 구강 내부에서부터 수염이 나 있기도 하다. 나무수염아귀아과에 속한 물고기의 경우 목뿔뼈에 수염을 가지고 있으며 이를 설골 수염이라고 한다.
어류에서 수염은 작고 살이 많은 돌출부이거나 어류의 머리 부분의 원통형으로 긴 부분의 연장선의 형태를 지닌다. 원통 모양의 수염은 혈관이나 유수신경이 감쌀 수 있는 골화된 조직이나 연골 결합 조직으로 만들어진 부분 위에 나서 내부를 지탱하고 진피로 고정된다. 수염의 중앙 부분에 있는 근육 조직을 통해 구조적으로 제한된 움직임으로 어류는 먹이를 속일 수 있다. 수염 표피의 작은 돌기에는 미뢰가 있으며, 피부가 접혀 있는 곳에서는 표면적을 증가시켜 물이나 먹이에 닿는 수염의 미뢰 갯수가 많아진다. 어류의 종마다 미뢰의 밀집도는 다르며 불헤드 캣피쉬(영어: Bullhead catfish, Ameiurus속)의 경우 1 제곱밀리미터당 25개의 미뢰가 밀집되어 있다.
수염은 어종마다 각각 배아기, 자어기, 치어기 등의 생활사 단계에서 발달하기 시작한다. 수염의 발달은 유전자의 케모카인 계열의 C-C 모티프 리간드 33(영어: C-C motif ligand 33)과 연관이 있다. 이는 수염이 있는 메기과의 어류나 제브라피쉬와 같은 과에 속한 수염이 없거나 다른 표현형을 가진 어류의 차이에서 기인한다. 이러한 유전자는 형태 발생 과정 중에 이동하는 세포에 직접적인 방향을 제시하는 유전자이다. 어류마다 수염의 발달 단계와 위치, 기능 등이 다양한 것으로 미루어보아 수염은 각기 다른 그룹에서 독립적으로 진화한 것으로 보인다는 연구가 제시된 바 있다.

## 기능
대부분의 어류 종에서 수염은 시야가 흐리거나 빛이 잘 들지 않는 수역, 또는 탁한 물 환경에서 먹이를 찾는 데 쓰이는 감각기관이다. 미각 수용체는 물 속에서 효소를 탐지할 수 있고 어류는 이를 통해 효소가 먹이에서 온 것인지 또는 포식자로부터 온 것인지 알아낼 수 있다. 심해에 사는 청소 물고기 중 하나인 코리파이노이데스 아르마투스(학명: Coryphaenoides armatus)의 경우 아래턱에 있는 하나의 작은 수염을 이용해 바다 밑에 썩어 있는 먹이들을 탐색한다.
프레클드 고트피시(영어: Freckled Goatfish, 학명: Upeneus tragula 우페네우스 트라굴라[*])는 섭이 상태에 따라 수염이 발달한다. 실험실 환경 조건에서 이틀간 먹이를 먹지 못했을 경우 프레클드 고트피시는 먹이를 충분히 공급받은 대조군보다 훨씬 큰 수염이 발달된 것이 관찰되었다. 큰 수염은 다른 개체와 경쟁하여 먹이를 차지하는 데 도움을 준다. 그러나 수염이 크게 발달한 개체들의 경우 이후 성장률에서 감소세를 보였다.
트리포르테우스 시그나투스(학명: Triportheus signatus)의 경우 늦은 단계에서 수염이 발달한다. 트리포르테우스 시그나투스는 우기로 인해 홍수가 난 이후에 생활 환경의 용존 산소량이 낮아지면서 수염이 발달하는데 이 수염의 구조는 다른 수염이 있는 어류 종보다 혈관이 많아 낮은 용존산소의 환경에서도 가스 교환이 쉽게 일어나고 아가미를 통해 흐르는 물의 양이 많아지도록 유도하는 역할을 한다.
커먼 머스크 터틀(영어: common musk turtle,학명: Sternotherus odoratus 스테르노테루스 오도라투스[*])은 부드러운 미늘과 같은 모양의 수염을 턱 아래와 목에 가지고 있다. 커먼 머스크 터틀은 이 수염을 통해 수역 바닥에 숨어있는 먹이를 감지한다.